# Даннеберг, Рольф
Рольф Даннеберг (нем. Rolf Danneberg; род. 1 марта 1953, Гамбург) — западногерманский легкоатлет, специалист по метанию диска. Выступал за сборную ФРГ по лёгкой атлетике на всём протяжении 1980-х годов, чемпион летних Олимпийских игр в Лос-Анджелесе, бронзовый призёр Олимпийских игр в Сеуле, трёхкратный победитель национального чемпионата, призёр Кубков мира и Европы. Впоследствии — тренер по лёгкой атлетике.

## Биография
Рольф Даннеберг родился 1 марта 1953 года в Гамбурге, ФРГ.
Занимался лёгкой атлетикой в клубе «Ведель-Пиннеберг» в Пиннеберге.
С 1978 года неизменно входил в тройку сильнейших дискоболов страны, а в 1980 году впервые одержал победу в зачёте национально чемпионата.
Впервые заявил о себе на взрослом международном уровне в сезоне 1982 года, когда вошёл в основной состав западногерманской национальной сборной и выступил на чемпионате Европы в Афинах, где, тем не менее, с результатом 59,44 метра не смог преодолеть предварительный квалификационный этап.
Благодаря череде удачных выступлений удостоился права защищать честь страны на летних Олимпийских играх 1984 года в Лос-Анджелесе. В программе метания диска был лучшим на квалификационной стадии и затем превзошёл всех соперников в финале, показав результат 66,60 метра — тем самым завоевал золотую олимпийскую медаль. За это выдающееся достижение по итогам сезона был награждён Серебряным лавровым листом, высшей спортивной наградой Германии.
В 1986 году с результатом 61,60 метра занял 11 место на домашнем европейском первенстве в Штутгарте.
В 1987 году стал бронзовым призёром на Кубке Европы в Праге, стал четвёртым на чемпионате мира в Риме. Также в этом сезоне на соревнованиях в Берлине установил свой личный рекорд, метнув диск на 67,60 метра. Этот результат ставит его на восьмую позицию среди величайших дискоболов за всю историю Германии — после Юргена Шульта, Ларса Риделя, Вольфганга Шмидта, Армина Лемме, Хайна-Дирека Ноя, Альвина Вагнера и Михаэля Мёлленбека.
Находясь в числе лидеров легкоатлетической команды ФРГ, благополучно прошёл отбор на Олимпийские игры 1988 года в Сеуле — на сей раз в финале метнул диск на 67,38 метра и выиграл бронзовую медаль, уступив соотечественнику Юргену Шульту и советскому дискоболу Ромасу Убартасу.
После сеульской Олимпиады Даннеберг ещё в течение некоторого времени оставался в составе западногерманской национальной сборной и продолжал принимать участие в крупнейших международных стартах. Так, в 1989 году он в третий раз стал чемпионом страны в метании диска, взял бронзу на Кубке Европы в Гейтсхеде, занял третье место на Кубке мира в Барселоне.
В 1990 году перешёл в «Байер 04 Леверкузен», выступил на чемпионате Европы в Сплите, где с результатом 63,08 метра стал шестым.
Впоследствии занимался тренерской деятельностью, работал со многими известными легкоатлетами, в частности готовил Маркуса Мюнха к чемпионату мира 2009 года в Берлине.